# Palaeoneura bagicha
Palaeoneura bagicha is een vliesvleugelig insect uit de familie Mymaridae. De wetenschappelijke naam is voor het eerst geldig gepubliceerd in 1960 door Narayanan, Subba Rao & Kaur.